# Ajdabiya
Ajdabiya ou Ajdabiyah (en arabe : جدابيا) est la capitale du district de Al Wahat, situé dans le nord-est de la Libye. Elle est située à environ 160 km au sud de Benghazi, sur l'autoroute côtière menant à Tripoli dans le golfe de Syrte. Elle fut de 2001 à 2007 la capitale du district du même nom.

## Administration
La ville est divisée en trois arrondissements : Ajdabiya nord, Ajdabiya ouest et Ajdabiya est. Elle est située au croisement de plusieurs routes importantes en Libye :
- La Via Balbia.
- La route Ajdabiya - Koufra.
- La route Tobrouk - Ajdabiya Road.

## Histoire

### Époque romaine
À l'origine, Ajdabiya était une base militaire romaine nommée Corniclanum. Elle figure sur la Table de Peutinger sous le nom de Corniclano.

### Époque de la conquête arabe
Elle a été conquise par ‘Amr ibn al-‘As en l'an 643 sans combats contre une rançon de 5000 d. Beaucoup de ses habitants se sont convertis à l'islam à la suite de cette conquête.

### Époque des Fatimides
La ville connu une grande prospérité à l'époque des Fatimides. En l'an 362 de l'hégire, Moez-li-din-allah el-Fatimi fondateur de la dynastie fatimide, séjourna à Ajdabiya dans un palais qui fut spécialement construit pour lui. Lors de son séjour dans la ville, il ordonna la construction de citernes pour recueillir  l'eau de pluie.
L'importance et la prospérité de la ville est due essentiellement au fait qu'elle se trouvait au carrefour de la route côtière et des routes des caravanes qui parcourent le Sahara. Cette prospérité prit fin avec l'invasion des hilaliens qui ont dévasté la ville.

### Époque coloniale italienne
En 1914, les Italiens occupent la ville une première fois à la mi-mars et la détruisent complètement. Seul l'ancien palais transformé en Quartier général par les Italiens en sort rescapé.
En 1920, Idriss Snoussi fait d'Ajdabiya, la capitale de sa principauté. Le prince y établit sa résidence et y organise une administration civile et militaire. Ajdabiya est alors la capitale d'un territoire qui s'étende de la frontière égyptienne jusqu'à Syrte à l'exception des zones côtières occupés par les italiens.
En avril 1923, les Italiens réoccupent à nouveau la ville.

### Guerre civile libyenne de 2011
Lors de la guerre civile libyenne de 2011, Ajdabiya fut très disputée en raison de son emplacement stratégique. Au départ, la ville est passée rapidement aux mains des insurgés mais les troupes régulières reprennent la ville le 15 mars 2011. Après l'entrée en action des forces de l'OTAN, les troupes loyalistes du colonel Kadhafi stationnées à Ajdabiya sont prises pour cible par les bombardements, ce qui contribue à les fragiliser. Des négociations sont menées le 25 mars entre les belligérants mais les forces pro-Kadhafi refusent de se rendre. Les insurgés repassent alors à l'offensive et arrivent finalement à reconquérir la ville le 26 mars. La reprise d'Ajdabiya constitue la première victoire importante des insurgés depuis la contre-offensive menée par les troupes pro-Kadhafi.

### Séparatisme de l'Est libyen
Tandis que se développe un sentiment de frustration parmi les leaders de l'Est libyen, la Cyrénaïque, à l'égard du pouvoir central de l'après Kadhafi, accusé de corruption et d'être incapable de maintenir l'ordre, ceux-ci se réunissent le 3 novembre 2013, à Ajdabiya, afin de déclarer unilatéralement  l'autonomie de la province.

## Culture

### Monuments
Plusieurs monuments historiques se trouvent à Ajdabiya :
- Le Palais Fatimide
- Le Palais Essahabi en référence à un compagnon du prophète (Sahabi en arabe), Abd Allâh ibn Saad ibn Sarh. Il s'agit d'un fort bâti à l’époque de la conquête arabe et qui se situe à mi-chemin entre Oujla et Ajdabiya.
- La Mosquée de l'Imam Sohnoun
- La Mosquée Fatimide

### Activités culturelles
Ajdabiya compte deux troupes de théâtres : la troupe des amis du théâtre d'Ajdabiya et la troupe d'Ajdabiya pour le théâtre.

## Sport
Ajdabiya compte quatre clubs de football :
- Club Ettaoun
- Club El-wifaq
- Club Ennoujoum
- Club Noussour al-Khalij

## Personnalités
- Mashala S. A. Said Elzawi, homme politique libyen y est né en 1972.
- Khalifa Haftar, général libyen, y est né en 1943.